# 금가면
금가면(金加面)은 대한민국 충청북도 충주시에 위치하는 면이다.
매하리는 공군 제19전투비행단 부지 안에 있어 마을이 없고 장병들만 살고 있다.

## 교육
- 금가초등학교 (하담리 → 도촌리)
- 오석초등학교 (오석리 → 유송리)

## 연혁
- 1895년, 충주군 설치. 충주군 금생면(金生面), 가차산면(加次山面)
- 1914년, 행정구역 폐합으로 금생면과 가차산면 19개리를 통합하여 충주군 금가면으로 개편, 10개리 관할
- 1956년, 충주읍의 시승격에 따라 중원군 금가면으로 개칭
- 1995년, 시·군 통합에 따라 충주시 금가면으로 개칭

## 행정 구역
- 잠병리(岑屛里)
- 월상리(月上里)
- 하담리(荷潭里)
- 도촌리(島村里)
- 사암리(沙岩里)
- 매하리(梅下里)
- 문산리(文山里)
- 유송리(遊松里)
- 오석리(梧石里)
- 원포리(遠浦里)